# Cnaphalocrocis binalis
Cnaphalocrocis binalis là một loài bướm đêm trong họ Crambidae.